# Adi Nes
Adi Nes (עדי נס; Kiryat Gat, 1966) è un fotografo israeliano.

## Biografia
Adi Nes è nato a Kiryat Gat in una famiglia di immigrati ebrei mizrahi proveniente dall'Iran. Dal 1989 al 1992 ha studiato fotografia presso la Bezalel Academy of Arts and Design.
Le sue opere sono state oggetto di mostre in tutto il mondo, da Tel Aviv a San Diego. È particolarmente conosciuto soprattutto per la sua raccolta di fotografie omoerotiche dal titolo Soldiers, che rappresentano soprattutto modelli israeliani dalla pelle scura, che sono spesso oggetto di discriminazione poiché appaiono come "arabi".
Sin dall'inizio della sua carriera ha riscontrato il favore della critica e le sue mostre personali, tra le altre gallerie, sono state ospitate dal Wexner Center for the Arts di San Francisco, dal Museo d'Arte di Tel Aviv ed il Museo d'Arte Contemporanea di San Diego e la Galleria Melkweg di Amsterdam. Nel 2005 è stato scelto come artista di rilievo dal prestigioso istituto culturale Israel Cultural Excellence Foundation Nel 2003 è stato autore di un servizio fotografico per Vogue Hommes.
Una delle sue opere più famose rappresenta un gruppo di 13 giovani soldati israeliani maschi riprendendo le pose dei personaggi dell'L'ultima cena di Leonardo da Vinci. Una stampa di ques'opera è stata venduta all'asta da Sotheby's per 102 000,00 dollari nel 2005, e un'altra per 264 000,00 dollari nel 2007. Il lavoro è stato pubblicato anche sulla prima pagina del New York Times nel maggio 2008.
I suoi primi lavori sono caratterizzati dal sovvertimento dello stereotipo del maschio israeliano, rappresentato in un'aura omoerotica e come vulnerabile.

## Opere

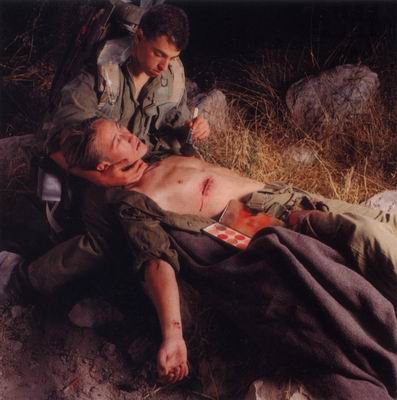
Untitled, from series "Soldiers", 90 x 90 / 140 × 140 cm, 1995.
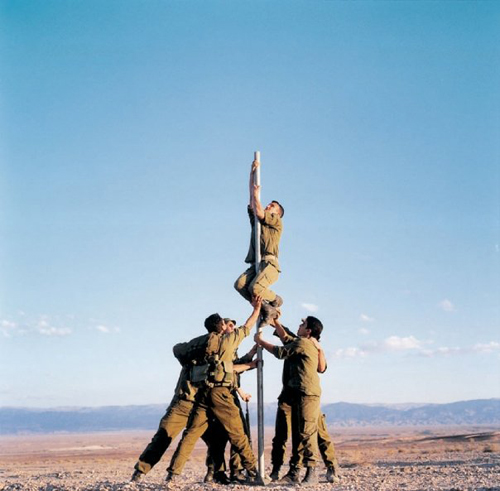
Untitled, from series "Soldiers", 90 x 90 / 140 × 140 cm, 1998.
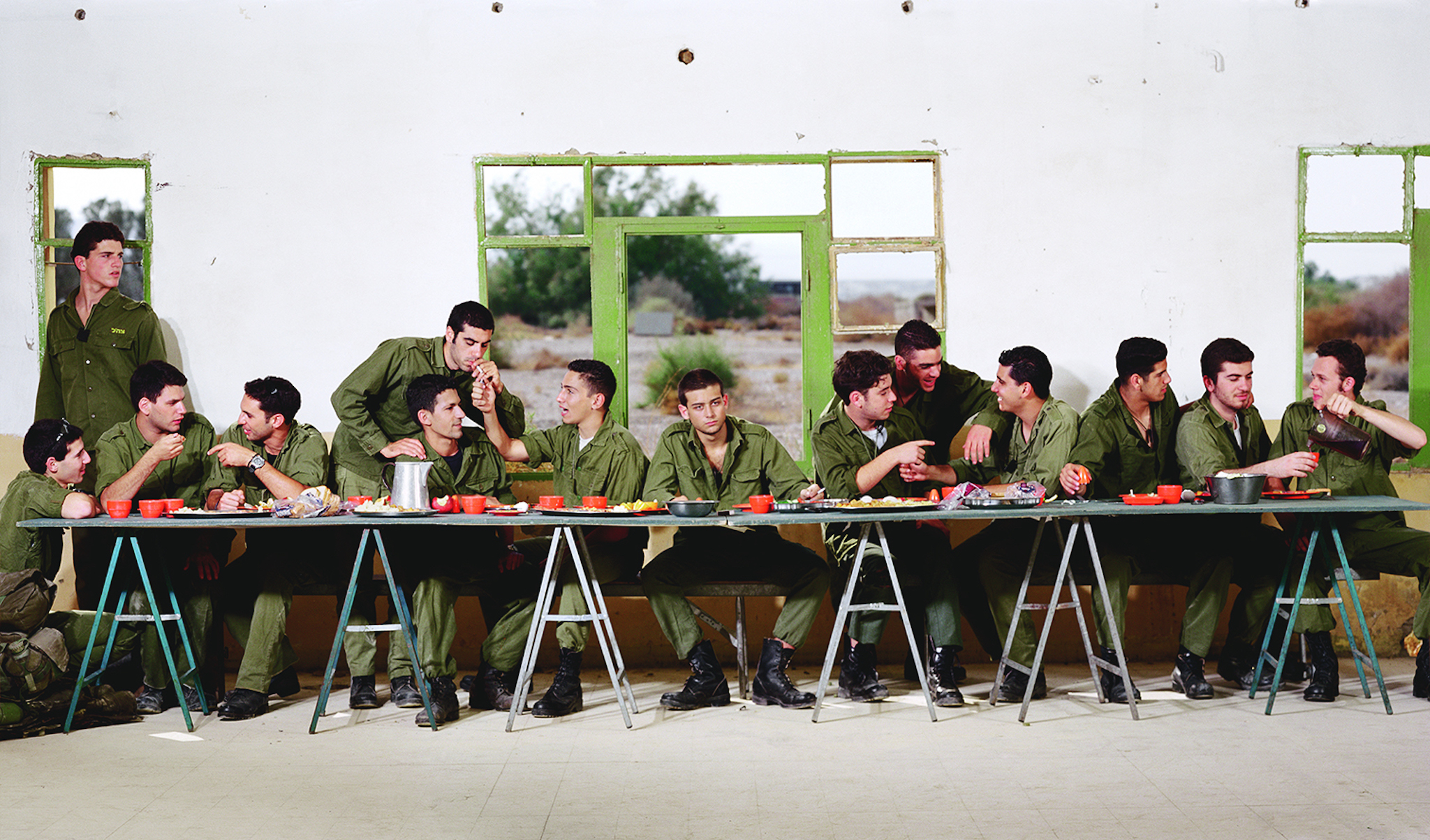
Untitled, from series "Soldiers", 90 x 148 / 185 × 235 cm, 1999.
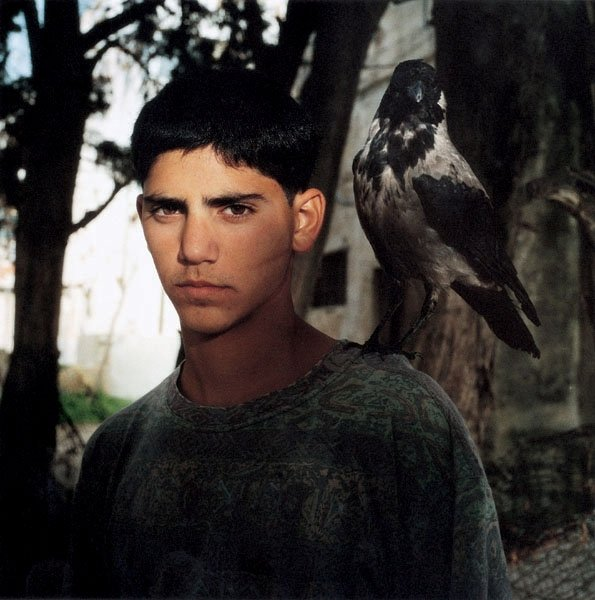
Untitled, from series "Boys", 100 x 100 / 140 × 140 cm, 2000.
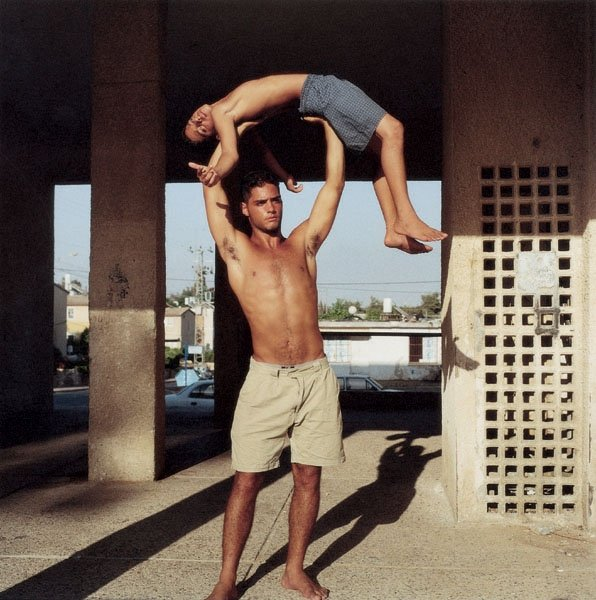
Untitled, from series "Boys", 100 x 100 / 140 × 140 cm, 2000.
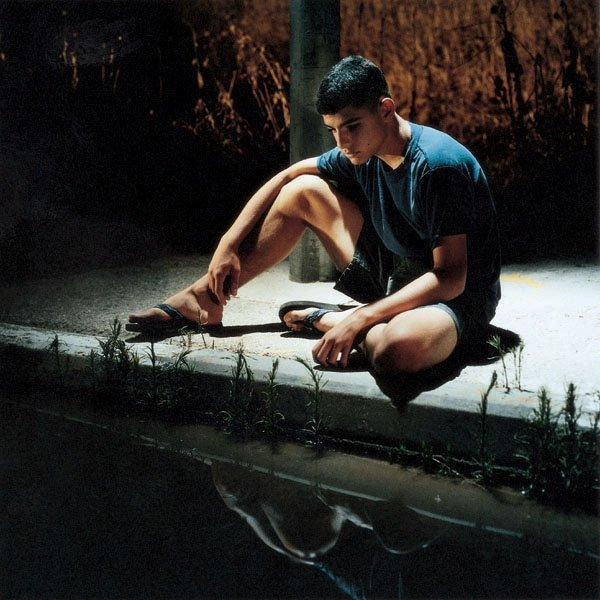
Untitled, from series "Boys", 100 x 100 / 140 × 140 cm,  2000.
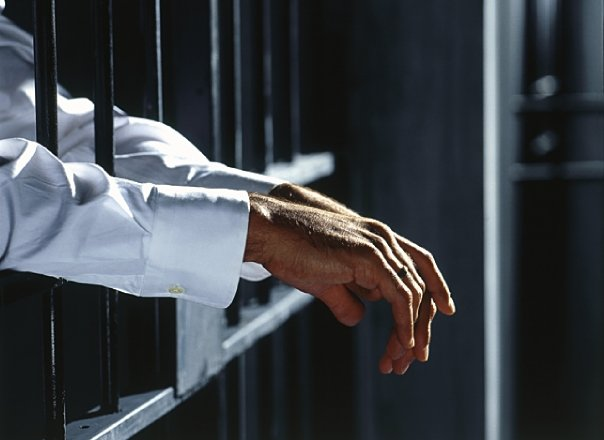
Untitled, from series "Prisoners", 60 x 82 / 90 × 123 cm, 2003.
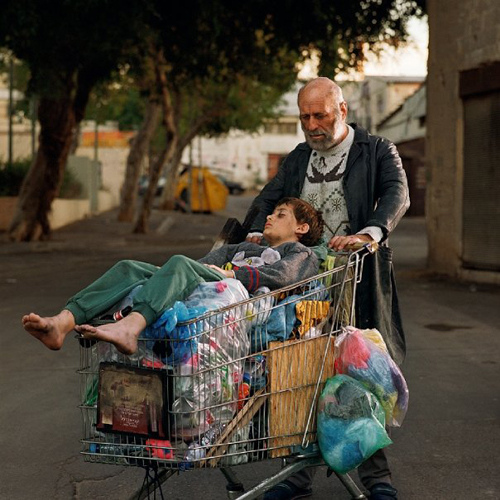
Untitled (Abraham and Isaac), from series "Biblical Stories", 100 x 100 / 140 × 140 cm, 2004.
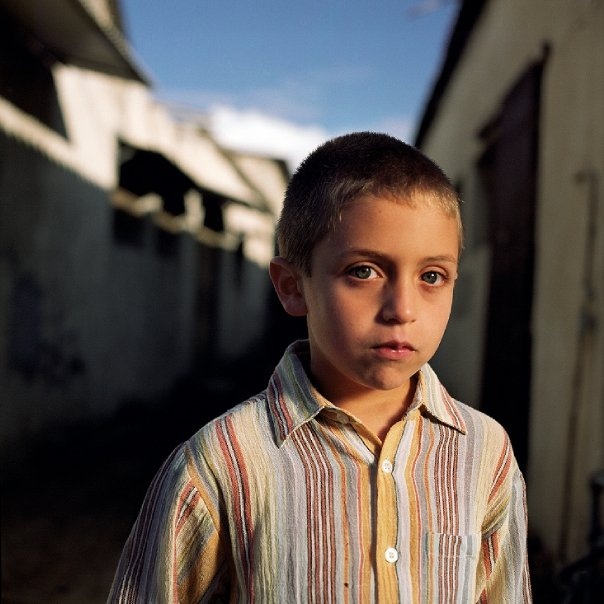
Untitled (Joseph), from series "Biblical Stories", 100 x 100 / 140 × 140 cm, 2004.